# Anthony Pryor

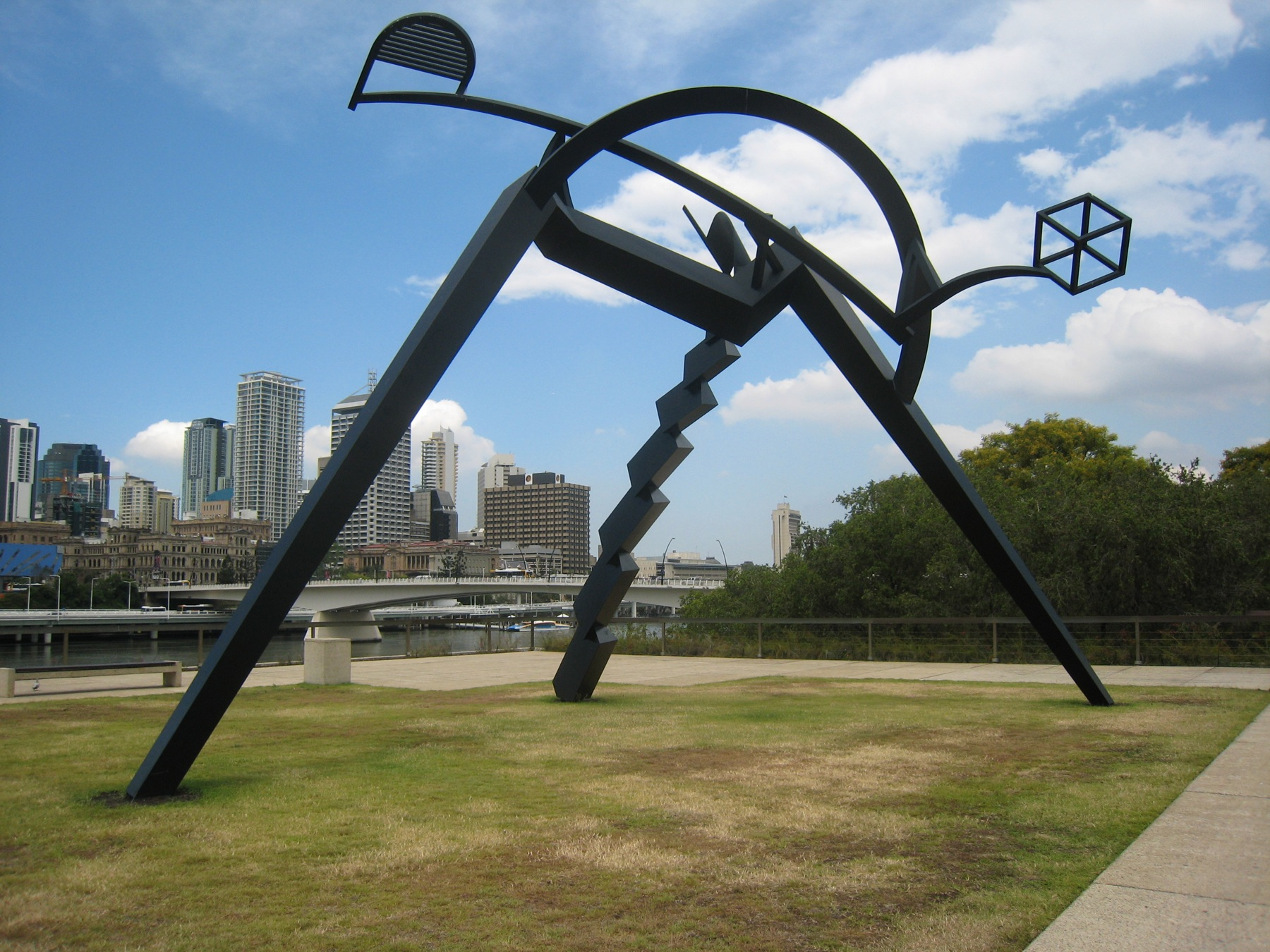
Approaching Equilibrium in Brisbane

Anthony Pryor (* 1951 in Melbourne, Australien; † 20. Oktober 1991 ebenda) war ein australischer Bildhauer.

## Leben und Werk
Pryor verbrachte seine Jugend in Melbourne und absolvierte anschließend eine technische Ausbildung am Preston Technical College und ab 1971 eine Bildhauerausbildung bei Vincas Jomantas und George Baldessin am Sculpture College und am Royal Melbourne Institute of Technology, wo er 1974 mit dem Fellowship Diploma abschloss. Nach ihrem Studium startete sei mit ihren Mitstudenten Geoffrey Bartlett und Augustine Dall'Ava ihre Karriere in einem gemeinschaftlichen Atelier, in dem die drei später auch gemeinsame Ausstellungen veranstalteten. Die Empfehlung hierfür gab ihnen die Bildhauerin Inge King.
1974 ging Pryor allein und später 1975 mit Geoffrey Barlett und Dall'Ava nach Japan. In der japanischen Bildhauertradition werden Materialien wie Naturstein und Holz benutzt, aber auch die japanische Architektur inspirierten ihn in seinem weiteren Werdegang und in seinen Werken, wie Omikuji Bako-Bako, Sengai's box, Sengai's marker und Sengai's arch, benannt nach den japanischen Zen-Mönch Sengai Gibon (Rinzai-shū), in den frühen 1980er Jahren. Andere Quellen einer Inspiration für ihn waren die in Nordamerika heimische Kunst, Ägyptische Kunst, vor allem Hieroglyphen, das Werk von Antonio Gaudí, die abstrakte Metallkunst des britischen Bildhauers Anthony Caro. Pryor verließ das Gemeinschaftsatelier Mitte 1979.
In 1982/1983 war Pryor in Amsterdam. Einige Werke, die er in Amsterdam schuf, tragen den Namen Prinseneiland, Buying a stairway to heaven und Untitled (Amsterdam). 1984 war er artist in residence in dem Haus des australischen Malers Arthur Boyd in Italien. Durch die Abwesenheit von seinem Arbeitsmaterial fertigte er Skizzen an, was er früher nicht machte. Dies veränderte sein Werk völlig und er fing an Modelle seiner Arbeiten anzufertigen, was sich positiv auswirkte und der Anteil seiner Auftragsarbeiten stieg an. Sein letzter Auftrag, den er 1991 anfertigte, war die zehnteilige, bis zu drei Meter hohe, Skulptur The Performers an der St. Kilda Road in Melbourne. Diese Skulptur aus Carrara-Marmor wurde in Carrara angefertigt, wo Pryor während der Arbeiten zur Unterweisung selbst anwesend war.

## Werk (Auswahl)
- Approaching Equilibrium, Queensland Cultural Centre in Brisbane
- Sea Legend (1991–2000), Dauerausstellung im McClelland Gallery and Sculpture Park in Melbourne
- Silent Dance (1989) und Illusionist (1989), Sammlung in der National Gallery of Victoria
- Obelisks series (1988/89), Bond University  in Queensland
- The Performers (1989/91), St. Kilda Road in Melbourne